# 井川香四郎
井川 香四郎（いかわ こうしろう、1957年 - ）は、日本の時代小説作家。

## 来歴
愛媛県新居浜市生まれ。中央大学卒業。テレビの脚本家としても活動。脚本作品に「暴れん坊将軍」「八丁堀の七人」などがある。
梟与力吟味帳シリーズが2008年4月よりNHKの土曜時代劇「オトコマエ!」としてドラマ放映された。
柴山隆司の筆名で書いた『露の五郎兵衛』（新風舎）で小説CLUB新人賞を受賞。

## 作品リスト（シリーズ・出版年順）

### おっとり聖四郎事件控 シリーズ
- 『飛蝶幻殺剣』広済堂出版〈広済堂文庫〉、2003年10月。
- 『飛燕斬忍剣』広済堂出版〈広済堂文庫〉、2004年2月。
- 『あやめ咲く』広済堂出版〈広済堂文庫〉、2004年10月。
- 『落とし水』廣済堂出版〈廣済堂文庫〉、2006年10月。
- 『鷹の爪』廣済堂出版〈廣済堂文庫〉、2007年5月。
- 『天狗姫』廣済堂出版〈廣済堂文庫〉、2007年10月。
- 『甘露の雨』廣済堂出版〈廣済堂文庫〉、2008年10月。
- 『菜の花月』廣済堂出版〈廣済堂文庫〉、2009年5月。

光文社文庫版
1. 『おっとり聖四郎事件控』光文社〈光文社文庫〉、2016年4月。ISBN 978-4-334-77280-2。
2. 『情けの露』光文社〈光文社文庫〉、2016年5月。ISBN 978-4-334-77297-0。
3. 『あやめ咲く』光文社〈光文社文庫〉、2016年6月。ISBN 978-4-334-77308-3。
4. 『落とし水』光文社〈光文社文庫〉、2016年7月。ISBN 978-4-334-77326-7。
5. 『鷹の爪』光文社〈光文社文庫〉、2016年8月。ISBN 978-4-334-77340-3。
6. 『天狗姫』光文社〈光文社文庫〉、2016年9月。ISBN 978-4-334-77357-1。
7. 『甘露の雨』光文社〈光文社文庫〉、2016年10月。ISBN 978-4-334-77371-7。
8. 『菜の花月』光文社〈光文社文庫〉、2016年11月。ISBN 978-4-334-77388-5。

### くらがり同心裁許帳 シリーズ
- 『くらがり同心裁許帳』ベストセラーズ〈ベスト時代文庫〉、2004年5月。
- 『晴れおんな』ベストセラーズ〈ベスト時代文庫〉、2004年7月。
- 『縁切り橋』ベストセラーズ〈ベスト時代文庫〉、2004年10月。
- 『無念坂』ベストセラーズ〈ベスト時代文庫〉、2005年1月。
- 『まよい道』ベストセラーズ〈ベスト時代文庫〉、2005年4月。
- 『見返り峠』ベストセラーズ〈ベスト時代文庫〉、2005年9月。
- 『残りの雪』ベストセラーズ〈ベスト時代文庫〉、2006年1月。
- 『泣き上戸』ベストセラーズ〈ベスト時代文庫〉、2006年5月。
- 『権兵衛はまだか』ベストセラーズ〈ベスト時代文庫〉、2006年12月。
- 『彩り河』ベストセラーズ〈ベスト時代文庫〉、2007年8月。
- 『月の水鏡』ベストセラーズ〈ベスト時代文庫〉、2008年1月。
- 『秋螢』ベストセラーズ〈ベスト時代文庫〉、2008年10月。
- 『ぼやき地蔵』ベストセラーズ〈ベスト時代文庫〉、2010年2月。
- 『釣り仙人』ベストセラーズ〈ベスト時代文庫〉、2011年2月。
- 『土下座侍』ベストセラーズ〈ベスト時代文庫〉、2012年3月。

光文社文庫 精選版
- 『くらがり同心裁許帳 精選版 1』光文社〈光文社文庫〉、2015年3月。ISBN 978-4-334-76672-6。
- 『くらがり同心裁許帳 精選版 2 縁切り橋』光文社〈光文社文庫〉、2015年4月。ISBN 978-4-334-76903-1。
- 『くらがり同心裁許帳 精選版 3 夫婦日和』光文社〈光文社文庫〉、2015年5月。ISBN 978-4-334-76915-4。
- 『くらがり同心裁許帳 精選版 4 見返り峠』光文社〈光文社文庫〉、2015年6月。ISBN 978-4-334-76928-4。
- 『くらがり同心裁許帳 精選版 5 花の御殿』光文社〈光文社文庫〉、2015年7月。ISBN 978-4-334-76944-4。
- 『くらがり同心裁許帳 精選版 6 彩り河』光文社〈光文社文庫〉、2015年8月。ISBN 978-4-334-76955-0。
- 『くらがり同心裁許帳 精選版 7 ぼやき地蔵』光文社〈光文社文庫〉、2015年9月。ISBN 978-4-334-76973-4。
- 『くらがり同心裁許帳 精選版 8 裏始末御免』光文社〈光文社文庫〉、2015年10月。ISBN 978-4-334-76987-1。

光文社文庫 書下ろし
- 『百年の仇』光文社〈光文社文庫〉、2021年1月。ISBN 978-4-334-79146-9。
- 『優しい噓』光文社〈光文社文庫〉、2021年9月。ISBN 978-4-334-79249-7。
- 『後家の一念』光文社〈光文社文庫〉、2022年5月。ISBN 978-4-334-79364-7。

### 洗い屋十兵衛江戸日和 シリーズ
- 『逃がして候』双葉社〈双葉文庫〉、2004年12月。
- 『恋しのぶ』双葉社〈双葉文庫〉、2005年6月。
- 『遠い陽炎』双葉社〈双葉文庫〉、2006年3月。

徳間文庫版
- 『逃がして候』徳間書店〈徳間文庫〉、2011年3月。
- 『恋しのぶ』徳間書店〈徳間文庫〉、2011年5月。
- 『遠い陽炎』徳間書店〈徳間文庫〉、2011年7月。

### 暴れ旗本八代目 シリーズ
- 『けんか凧』徳間書店〈徳間文庫〉、2005年4月。
- 『天翔る』徳間書店〈徳間文庫〉、2005年11月。
- 『はぐれ雲』徳間書店〈徳間文庫〉、2006年6月。
- 『荒鷹の鈴』徳間書店〈徳間文庫〉、2006年11月。
- 『山河あり』徳間書店〈徳間文庫〉、2007年5月。
- 『不知火の雪』徳間書店〈徳間文庫〉、2007年11月。
- 『怒濤の果て』徳間書店〈徳間文庫〉、2008年8月。
- 『海峡遙か』徳間書店〈徳間文庫〉、2009年2月。
- 『赤銅の峰』徳間書店〈徳間文庫〉、2009年3月。
- 『嫁入り桜』徳間書店〈徳間文庫〉、2010年2月。
- 『万里の波』徳間書店〈徳間文庫〉、2010年8月。
- 『天守燃ゆ』徳間書店〈徳間文庫〉、2011年6月。

### ふろしき同心御用帳 シリーズ
- 『恋の橋、桜の闇』学研〈学研M文庫〉、2005年5月。
- 『情け川、菊の雨』学研〈学研M文庫〉、2005年9月。
- 『残り花、風の宿』学研〈学研M文庫〉、2006年5月。
- 『花供養』学研〈学研M文庫〉、2007年3月。
- 『三分の理』学研〈学研M文庫〉、2007年9月。
- 『呑舟の魚』学研〈学研M文庫〉、2008年2月。
- 『高楼の夢』学研〈学研M文庫〉、2008年9月。

光文社文庫版
- 『ふろしき同心御用帳』光文社〈光文社文庫〉、2017年10月。ISBN 978-4-334-77547-6。
- 『銀杏散る』光文社〈光文社文庫〉、2017年11月。ISBN 978-4-334-77565-0。
- 『口は災いの友』光文社〈光文社文庫〉、2017年12月。ISBN 978-4-334-77578-0。
- 『花供養』光文社〈光文社文庫〉、2018年1月。ISBN 978-4-334-77591-9。
- 『三分の理』光文社〈光文社文庫〉、2018年2月。ISBN 978-4-334-77609-1。
- 『呑舟の魚』光文社〈光文社文庫〉、2018年3月。ISBN 978-4-334-77625-1。
- 『高楼の夢』光文社〈光文社文庫〉、2018年4月。ISBN 978-4-334-77637-4。

### 刀剣目利き神楽坂咲花堂 シリーズ
- 『秘する花』祥伝社〈祥伝社文庫〉、2005年9月。
- 『御赦免花』祥伝社〈祥伝社文庫〉、2006年2月。
- 『百鬼の涙』祥伝社〈祥伝社文庫〉、2006年4月。
- 『未練坂』祥伝社〈祥伝社文庫〉、2006年9月。
- 『恋芽吹き』祥伝社〈祥伝社文庫〉、2007年2月。
- 『あわせ鏡』祥伝社〈祥伝社文庫〉、2007年4月。
- 『千年の桜』祥伝社〈祥伝社文庫〉、2007年9月。
- 『閻魔の刀』祥伝社〈祥伝社文庫〉、2008年4月。
- 『写し絵』祥伝社〈祥伝社文庫〉、2008年12月。
- 『鬼神の一刀』祥伝社〈祥伝社文庫〉、2009年7月。

新・神楽坂咲花堂 シリーズ
- 『取替屋』祥伝社〈祥伝社文庫〉、2015年3月。ISBN 978-4-396-34102-2。
- 『湖底の月』祥伝社〈祥伝社文庫〉、2015年12月。ISBN 978-4-396-34169-5。

### 船手奉行うたかた日記 シリーズ
- 『いのちの絆』幻冬舎〈幻冬舎文庫〉、2006年2月。
- 『巣立ち雛』幻冬舎〈幻冬舎文庫〉、2006年10月。
- 『ため息橋』幻冬舎〈幻冬舎文庫〉、2007年2月。
- 『咲残る』幻冬舎〈幻冬舎文庫〉、2008年6月。
- 『花涼み』幻冬舎〈幻冬舎文庫〉、2009年6月。
- 『風の舟唄』幻冬舎〈幻冬舎文庫〉、2010年6月。
- 『海賊ケ浦』幻冬舎〈幻冬舎文庫〉、2011年10月。

### 金四郎はぐれ行状記 シリーズ
- 『大川桜吹雪』双葉社〈双葉文庫〉、2006年10月。
- 『仇の風』双葉社〈双葉文庫〉、2007年6月。
- 『冥加の花』双葉社〈双葉文庫〉、2007年12月。
- 『海灯り』双葉社〈双葉文庫〉、2009年1月。
- 『雁だより』双葉社〈双葉文庫〉、2009年12月。
- 『契り杯』双葉社〈双葉文庫〉、2010年11月。

### 梟与力吟味帳 シリーズ
- 『冬の蝶』講談社〈講談社文庫〉、2006年12月。
- 『日照り草』講談社〈講談社文庫〉、2007年7月。
- 『忍冬』講談社〈講談社文庫〉、2008年2月。
- 『花詞』講談社〈講談社文庫〉、2008年4月。
- 『雪の花火』講談社〈講談社文庫〉、2008年5月。
- 『鬼雨』講談社〈講談社文庫〉、2009年6月。
- 『科戸の風』講談社〈講談社文庫〉、2009年9月。
- 『紅の露』講談社〈講談社文庫〉、2009年11月。
- 『惻隠の灯』講談社〈講談社文庫〉、2010年5月。
- 『三人羽織』講談社〈講談社文庫〉、2011年3月。
- 『闇夜の梅』講談社〈講談社文庫〉、2011年7月。
- 『吹花の風』講談社〈講談社文庫〉、2011年12月。

### 樽屋三四郎言上帳 シリーズ
- 『男ッ晴れ』文藝春秋〈文春文庫〉、2011年3月。
- 『ごうつく長屋』文藝春秋〈文春文庫〉、2011年4月。
- 『まわり舞台』文藝春秋〈文春文庫〉、2011年5月。
- 『月を鏡に』文藝春秋〈文春文庫〉、2011年11月。
- 『福むすめ』文藝春秋〈文春文庫〉、2012年1月。
- 『ぼうふら人生』文藝春秋〈文春文庫〉、2012年4月。
- 『片棒』文藝春秋〈文春文庫〉、2012年7月。
- 『雀のなみだ』文藝春秋〈文春文庫〉、2012年11月。
- 『夢が疾る』文藝春秋〈文春文庫〉、2013年3月。
- 『長屋の若君』文藝春秋〈文春文庫〉、2013年7月。
- 『かっぱ夫婦』文藝春秋〈文春文庫〉、2013年10月。
- 『おかげ横丁』文藝春秋〈文春文庫〉、2014年3月。
- 『狸の嫁入り』文藝春秋〈文春文庫〉、2014年7月。
- 『近松殺し』文藝春秋〈文春文庫〉、2015年2月。
- 『高砂や』文藝春秋〈文春文庫〉、2015年8月。

### 暴れ旗本御用斬り シリーズ
- 『栄華の夢』徳間書店〈徳間文庫〉、2011年8月。
- 『龍雲の群れ』徳間書店〈徳間文庫〉、2011年12月。
- 『虎狼吼える』徳間書店〈徳間文庫〉、2012年4月。
- 『黄金の峠』徳間書店〈徳間文庫〉、2013年1月。
- 『雲海の城』徳間書店〈徳間文庫〉、2013年4月。

### 飯盛り侍 シリーズ
- 『飯盛り侍』講談社〈講談社文庫〉、2014年6月。
- 『飯盛り侍 鯛評定』講談社〈講談社文庫〉、2014年12月。
- 『飯盛り侍 城攻め猪』講談社〈講談社文庫〉、2015年11月。
- 『飯盛り侍 すっぽん天下』講談社〈講談社文庫〉、2016年2月。

### もんなか紋三捕物帳 シリーズ
- 『もんなか紋三捕物帳』徳間書店〈徳間文庫〉、2015年3月。
- 『ちゃんちき奉行』双葉社〈双葉文庫〉、2015年5月。
- 『じゃこ天狗 書下ろし時代小説』廣済堂出版〈廣済堂文庫〉、2015年6月。
- 『賞金稼ぎ』徳間書店〈徳間文庫〉、2015年7月。
- 『九尾の狐』徳間書店〈徳間文庫〉、2016年1月。
- 『桃太郎姫』実業之日本社〈実業之日本社文庫〉、2016年8月。
- 『もんなか紋三捕物帳 洗い屋』徳間書店〈徳間文庫〉、2016年9月。
- 『大義賊 もんなか紋三捕物帳』双葉社〈双葉文庫〉、2016年11月。
- 『守銭奴』徳間書店〈徳間文庫〉、2017年12月。
- 『桃太郎姫七変化』実業之日本社〈実業之日本社文庫〉、2018年2月。
- 『首無し女中』双葉社〈双葉文庫〉、2018年10月。
- 『かげろうの恋 文庫書下ろし/傑作時代小説』光文社〈光文社文庫〉、2018年12月。
- 『泣かせ川』徳間書店〈徳間文庫〉、2019年1月。
- 『桃太郎姫恋泥棒』実業之日本社〈実業之日本社文庫〉、2019年2月。ISBN 978-4-408-55458-7。
- 『桃太郎姫暴れ大奥』実業之日本社〈実業之日本社文庫〉、2019年12月。ISBN 978-4-408-55551-5。
- 『桃太郎姫望郷はるか』実業之日本社〈実業之日本社文庫〉、2020年8月。ISBN 978-4-408-55607-9。
- 『桃太郎姫百万石の陰謀』実業之日本社〈実業之日本社文庫〉、2021年6月。ISBN 978-4-408-55663-5。

### 寅右衛門どの江戸日記 シリーズ
- 『人情そこつ長屋』文藝春秋〈文春文庫〉、2016年8月。
- 『芝浜しぐれ』文藝春秋〈文春文庫〉、2016年12月。
- 『大名花火』文藝春秋〈文春文庫〉、2017年5月。
- 『千両仇討』文藝春秋〈文春文庫〉、2017年8月。
- 『殿様推参』文藝春秋〈文春文庫〉、2018年2月。

### 暴れん坊将軍 シリーズ
- 『暴れん坊将軍 1 江戸城乗っ取り』KADOKAWA〈角川文庫〉、2018年8月。
- 『暴れん坊将軍 2 獄中の花嫁』KADOKAWA〈角川文庫〉、2018年9月。
- 『暴れん坊将軍 3 盗賊の涙』KADOKAWA〈角川文庫〉、2018年10月。

### ご隠居は福の神 シリーズ
- 『ご隠居は福の神1』二見書房〈二見時代小説文庫〉、2019年10月。
- 『ご隠居は福の神2 幻の天女』二見書房〈二見時代小説文庫〉、2020年2月。
- 『ご隠居は福の神3 いたち小僧』二見書房〈二見時代小説文庫〉、2020年6月。
- 『ご隠居は福の神4 いのちの種』二見書房〈二見時代小説文庫〉、2020年10月。
- 『ご隠居は福の神5 狸穴の夢』二見書房〈二見時代小説文庫〉、2021年2月。
- 『ご隠居は福の神6 砂上の将軍』二見書房〈二見時代小説文庫〉、2021年6月。
- 『ご隠居は福の神7 狐の嫁入り』二見書房〈二見時代小説文庫〉、2021年10月。
- 『ご隠居は福の神8 赤ん坊地蔵』二見書房〈二見時代小説文庫〉、2022年2月。
- 『ご隠居は福の神9 どくろ夫婦』二見書房〈二見時代小説文庫〉、2022年6月。
- 『ご隠居は福の神10 そこにある幸せ』二見書房〈二見時代小説文庫〉、2022年10月。
- 『ご隠居は福の神11 八卦良い』二見書房〈二見時代小説文庫〉、2023年2月。
- 『ご隠居は福の神12 罠には罠』二見書房〈二見時代小説文庫〉、2023年6月。
- 『ご隠居は福の神13 人身御供』二見書房〈二見時代小説文庫〉、2024年4月。
- 『ご隠居は福の神14 閻魔の闇太郎』二見書房〈二見時代小説文庫〉、2025年7月。

### 番所医はちきん先生 休診録 シリーズ
- 『番所医はちきん先生 休診録』幻冬舎〈幻冬舎時代小説文庫〉、2021年6月。
- 『番所医はちきん先生 休診録二 眠らぬ猫』幻冬舎〈幻冬舎時代小説文庫〉、2021年12月。
- 『番所医はちきん先生 休診録三 散華の女』幻冬舎〈幻冬舎時代小説文庫〉、2022年6月。
- 『番所医はちきん先生 休診録四 花の筏』幻冬舎〈幻冬舎時代小説文庫〉、2022年7月。
- 『番所医はちきん先生 休診録五 悪い奴ら』幻冬舎〈幻冬舎時代小説文庫〉、2023年1月。
- 『番所医はちきん先生 休診録六 罠の恋文』幻冬舎〈幻冬舎時代小説文庫〉、2023年12月。
- 『番所医はちきん先生 休診録七 無粋者の生涯』幻冬舎〈幻冬舎時代小説文庫〉、2024年6月。

### その他の短いシリーズ
とっくり官兵衛酔夢剣 シリーズ
- 『仕官の酒』二見書房〈二見時代小説文庫〉、2007年1月。
- 『ちぎれ雲』二見書房〈二見時代小説文庫〉、2007年11月。
- 『斬らぬ武士道』二見書房〈二見時代小説文庫〉、2008年7月。

ほろり人情浮世橋 シリーズ
- 『ひとつぶの銀』竹書房〈竹書房時代小説文庫〉、2008年5月。
- 『もののけ同心』竹書房〈竹書房時代小説文庫〉、2008年11月。

成駒の銀蔵捕物帳 シリーズ
- 『金底の歩』角川春樹事務所〈ハルキ文庫〉、2008年6月。
- 『はなれ銀』角川春樹事務所〈ハルキ文庫〉、2010年9月。

天下泰平かぶき旅 シリーズ
- 『鬼縛り』祥伝社〈祥伝社文庫〉、2010年4月。
- 『おかげ参り』祥伝社〈祥伝社文庫〉、2010年10月。
- 『花の本懐』祥伝社〈祥伝社文庫〉、2011年9月。

幕末繁盛記・てっぺん シリーズ
- 『てっぺん 幕末繁盛記』祥伝社〈祥伝社文庫〉、2012年2月。
- 『千両船』祥伝社〈祥伝社文庫〉、2012年10月。
- 『鉄の巨鯨』祥伝社〈祥伝社文庫〉、2013年12月。

しゃもじ同心捕物帳 シリーズ
- 『召し捕ったり!』学研パブリッシング〈学研M文庫〉、2012年4月。
- 『召し捕ったり!』徳間書店〈徳間文庫〉、2015年12月。

洗い屋十兵衛影捌き シリーズ
- 『からくり心中』徳間書店〈徳間文庫〉、2012年8月。
- 『隠し神』徳間書店〈徳間文庫〉、2013年10月。

船手奉行さざなみ日記 シリーズ
- 『泣きの剣』幻冬舎〈幻冬舎時代小説文庫〉、2012年11月。
- 『海光る』幻冬舎〈幻冬舎時代小説文庫〉、2013年6月。

うだつ屋智右衛門縁起帳 シリーズ
- 『うだつ屋智右衛門縁起帳』光文社〈光文社文庫〉、2012年12月。
- 『恋知らず』光文社〈光文社文庫〉、2013年8月。

かもねぎ神主禊ぎ帳 シリーズ
- 『かもねぎ神主禊ぎ帳』KADOKAWA〈角川文庫〉、2014年11月。
- 『恵みの雨 かもねぎ神主禊ぎ帳 2』KADOKAWA〈角川文庫〉、2015年10月。

江戸人情街道 シリーズ
- 『菖蒲侍』実業之日本社〈実業之日本社文庫〉、2015年4月。
- 『ふろしき同心 江戸人情裁き』実業之日本社〈実業之日本社文庫〉、2015年6月。

御三家が斬る! シリーズ
- 『御三家が斬る! 1』講談社〈講談社文庫〉、2016年10月。
- 『御三家が斬る! 2 殺しの鬼棲む妻籠宿』講談社〈講談社文庫〉、2017年6月。

暴れ旗本天下御免 シリーズ
- 『暴れ旗本天下御免』徳間書店〈徳間文庫〉、2020年12月。ISBN 978-4-19-894605-0。
- 『殿様商売 暴れ旗本天下御免』徳間書店〈徳間文庫〉、2021年9月。ISBN 978-4-19-894671-5。

### シリーズ外
- 『それぞれの忠臣蔵』角川春樹事務所〈ハルキ文庫〉、2009年6月。
- 『写真探偵開化帳 ホトガラ彦馬』講談社〈講談社文庫〉、2012年7月。
- 『蔦屋でござる』二見書房〈二見時代小説文庫〉、2012年10月。
- 『天保百花塾』PHP研究所〈PHP文芸文庫〉、2014年7月。
- 『魂影 戦国異忍伝』徳間書店〈徳間文庫〉、2014年8月。
- 『欣喜の風』祥伝社〈祥伝社文庫〉、2016年3月。
- 『別子太平記 愛媛新居浜別子銅山物語』徳間書店、2017年5月。
  - 『別子太平記 愛媛新居浜別子銅山物語 上』徳間書店〈徳間文庫〉、2020年9月。ISBN 978-4-19-894585-5。
  - 『別子太平記 愛媛新居浜別子銅山物語 下』徳間書店〈徳間文庫〉、2020年9月。ISBN 978-4-19-894586-2。
- 『島津三国志』徳間書店、2019年9月。ISBN 978-4-19-864898-5。
- 『千年花嫁 京神楽坂咲花堂』祥伝社〈祥伝社文庫〉、2021年3月。ISBN 978-4-396-34717-8。
- 『逢魔が時三郎』コスミック出版〈コスミック時代文庫〉、2021年8月。ISBN 978-4-7747-6311-8。